# Ілір Бочка
Ілір Бочка (алб. Ilir Boçka, нар.10 січня 1950, Гірокастра) — албанський політик і дипломат, міністр закордонних справ Албанії (1991—1992).

## Життєпис
У 1968 році закінчив середню школу в Тирані. Два роки працював на Текстильному комбінаті імені Сталіна в Тирані, робітником.
У 1969—1972 роках служив в армії. Після закінчення служби він почав працювати німецьким перекладачем в Албанському телеграфному агентстві. У той же час він почав вивчати право в Тиранському університеті, який закінчив у 1977 році.
У 1981 році він почав працювати в закордонному департаменті щоденника Zëri і Popullit, того ж року вступив до Албанської лейбористської партії і перейшов працювати в Міністерство закордонних справ. Спочатку він був службовцем у міністерстві, через кілька років його перевели на посаду директора департаменту. У 1986 році його відправили в Бонн, де через рік, після нормалізації албано-німецьких відносин, він обійняв посаду посла Албанії в ФРН. Він виконував свою місію до об'єднання Німеччини у 1990 році.
У червні 1991 року він став заступником міністра закордонних справ, а в грудні цього року міністром в уряді Вільсона Ахметі. Після поглинання влади Демократичною партією Албанії в 1992 році він втратив свою посаду і почав працювати консультантом для іноземних підприємців, що інвестують в Албанію.
У 1997 році, після краху фінансових пірамід, він став директором інформаційного департаменту при Раді Міністрів. У 1998—2000 роках був заступником міністра оборони. З листопада 2000 по липень 2007 р. Перебував у Брюсселі, де обіймав посаду представника Албанії при НАТО.
У 2008—2010 роках він перебував в Індії, де відповідав за організацію дипломатичного представництва Албанії в цій країні. Після повернення в країну він став керівником департаменту Азії та Африки Міністерства закордонних справ.
З 2014 року він був послом Албанії в Сербії.